# Lamprostola molybdipera
Lamprostola molybdipera là một loài bướm đêm thuộc phân họ Arctiinae, họ Erebidae.